# Agarodes stannardi
Agarodes stannardi är en nattsländeart som först beskrevs av Ross 1962.  Agarodes stannardi ingår i släktet Agarodes och familjen krumrörsnattsländor. Inga underarter finns listade i Catalogue of Life.